# マックス・シャーザー
マックスウェル・マーティン・シャーザー（Maxwell Martin Scherzer, 1984年7月27日 - ）は、アメリカ合衆国ミズーリ州セントルイス出身のプロ野球選手（投手）。右投右打。MLBのトロント・ブルージェイズ所属。愛称はマッド・マックス。

1試合20奪三振（1位タイ）、史上最年少での全30球団勝利などのMLB記録保持者でもある。

## 経歴

### プロ入り前
2003年のMLBドラフト43巡目（全体1291位）でセントルイス・カージナルスから指名されたが、契約せずにミズーリ大学コロンビア校へ進学。大学では、2005年にビッグ12カンファレンスで1位となる防御率1.86、131奪三振を記録し、カンファレンス最優秀投手に選出された。同年の大学野球アメリカ合衆国代表に選出されている。

### プロ入りとダイヤモンドバックス時代
2006年のMLBドラフトでアリゾナ・ダイヤモンドバックスから1巡目（全体11位）で指名された。代理人はスコット・ボラスだった。
2007年5月31日に契約金300万ドルに加え、4年430万ドルのメジャー契約で入団。ドラフト指名から入団までの間は独立リーグフォートワース・キャッツでプレーしていた。12月7日に発表されたベースボール・アメリカ誌の有望株ランキングではダイヤモンドバックス傘下で4位、速球部門では有望株の中で最高の評価を受けた。
2008年は開幕をAAA級ツーソン・サイドワインダーズで迎え、4試合の登板で23イニングを投げ、38奪三振を記録。4月27日にヤスメイロ・ペティットをツーソンへ降格させ、シャーザーをメジャーへ昇格させた。2日後のヒューストン・アストロズ戦でメジャーデビュー。6月11日の登板後、ツーソンへ降格したが、8月29日に再びメジャーに昇格。同年、先発として7試合、リリーフとして9試合、計16試合に登板。
2009年は先発投手としてメジャーに定着し、30試合に登板。

### タイガース時代
2009年12月9日にデトロイト・タイガース、ニューヨーク・ヤンキースとの三角トレードでダニエル・シュレーレス、オースティン・ジャクソン、フィル・コークと共にタイガースに移籍。このトレードではカーティス・グランダーソンがヤンキースに、エドウィン・ジャクソンとイアン・ケネディがダイヤモンドバックスに移籍した。

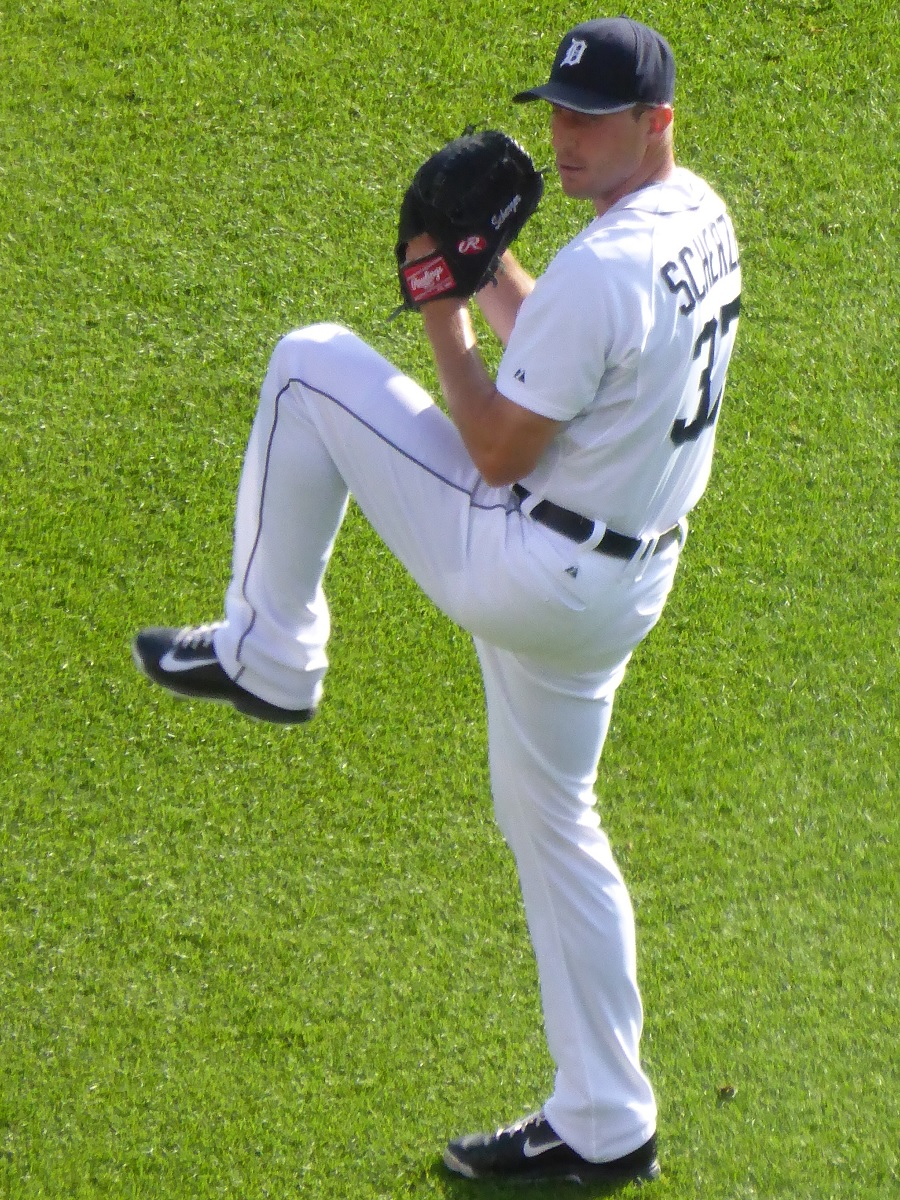
デトロイト・タイガース時代
（2014年7月19日）

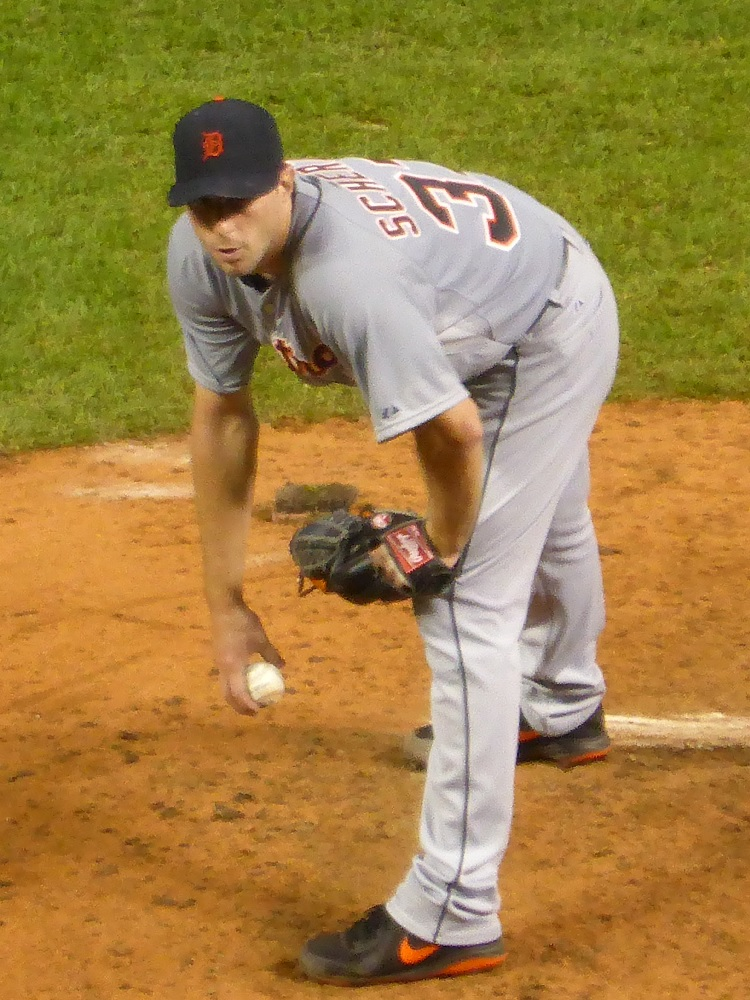
デトロイト・タイガース時代
（2014年9月4日）

2010年は12勝を記録。
2011年は防御率こそ悪化したが15勝でジャスティン・バーランダーに次ぐ2番手の投手となる。
2012年は自己最多の16勝とリーグ2位の231奪三振を記録した。奪三振率11.08は先発投手ではMLBトップだった。
2013年は開幕13連勝を記録した。7月16日に行われたシティ・フィールドでのオールスターゲームで、アメリカン・リーグの先発投手として登板し、2回を無失点に抑えた。シーズンを通じて好調で、21勝3敗、防御率2.90、240奪三振、WHIP0.97と結果を残し、最多勝利のタイトルとサイ・ヤング賞を受賞した。
2014年1月17日にタイガースとの年俸調停を回避し、1550万ドルの1年契約に合意した。レギュラーシーズンでは、防御率が3.00台に乗った（3.15）が、18勝（5敗）を挙げて2年連続での最多勝を受賞した。サイヤング賞投票でも5位に入った。オフにFAとなった。

### ナショナルズ時代
2015年1月21日にワシントン・ナショナルズと7年総額2億1000万ドルで契約を結んだ事が発表され、入団会見を行った。背番号は、新しく「31」となった。6月20日のピッツバーグ・パイレーツ戦でノーヒットノーランを達成。さらに10月3日のニューヨーク・メッツ戦で2010年のロイ・ハラデイ以来史上6人目となるシーズン2度目のノーヒットノーランを達成した。最終的には33試合に先発登板し、ナ・リーグ8位の防御率2.79、リーグ2位の276奪三振、リーグ4位のWHIP0.92を記録。いずれもリーグ最多タイの3完封勝利を含む4完投し、14勝を記録して通算100勝も達成した。シーズンオフのサイ・ヤング賞投票では5位に入った。
2016年5月11日のタイガース戦で9イニングではロジャー・クレメンス、ケリー・ウッド、ランディ・ジョンソンに次ぐMLB最多タイ記録となる20奪三振を記録した（6安打、2失点で完投勝利）。このシーズンは序盤被本塁打が激増し（5月までにで72.1イニングで15被本塁打を記録）安定感を欠いたが、徐々に調子を上げ、6月・7月は防御率1点台を記録。最終的にはリーグトップの20勝、284奪三振、228.1イニング、WHIP0.97、リーグ8位の防御率2.96を記録し、自身3度目（ナ・リーグでは初）の最多勝と初の最多奪三振の2冠を達成した。打撃では自己最多の13犠打で、野手も含めて両リーグ最多を記録。ロサンゼルス・ドジャースとのディビジョンシリーズでは、第1戦と第5戦に先発登板したが、12回、3被本塁打、5失点で0勝1敗に終わり、チームも2勝3敗で敗退となった。オフに自身2度目のサイ・ヤング賞を受賞し、史上6人目の両リーグでの受賞者となった。オフの11月8日に第4回ワールド・ベースボール・クラシック（WBC）のアメリカ合衆国代表への参加の意思を表明し、12月5日に選出された。
2017年1月9日に右手薬指を疲労骨折したため 、自身のツイッターで選出されていた第4回WBCアメリカ合衆国代表辞退を表明した。
シーズンでは5月14日に自身初めて三者連続三球三振を達成した。6月11日のテキサス・レンジャーズ戦で通算2000奪三振を達成。1784イニングでの達成は歴代3番目のスピード記録であった。オールスターゲームにも出場し、自身2度目の先発投手を務めた。8月1日のマイアミ・マーリンズ戦で初本塁打を記録したが、直後に首の痙攣で降板、故障者リスト入りした。9月19日のブレーブス戦でルイス・ゴハラからシーズン250奪三振を記録し、史上4人目となる4年連続250奪三振を記録した。シーズン通算では、故障者リスト入りの影響もあり投球回こそ減少したが、16勝6敗、防御率2.51、268奪三振で2年連続の最多奪三振受賞となった。11月15日に2年連続・自身3度目のサイ・ヤング賞を受賞した。
2018年は開幕戦で10奪三振の球団記録を更新した。その後も好投を続け、6月5日のタンパベイ・レイズ戦で2年連続自身2度目となる三者連続三球三振を達成し、同時にこの試合で両リーグ最速で10勝に到達した。7月2日のボストン・レッドソックス戦では移籍後通算1000奪三振に到達し、2球団で1000奪三振を記録した11人目の選手になった。オールスターゲームにも出場し、2年連続3回目の先発投手を務めた。後半戦も好調を維持し、9月25日のマイアミ・マーリンズ戦で自身初となるシーズン300奪三振を達成（この試合も含め、この年は2桁奪三振を18試合で記録した）。18勝（リーグ1位）、防御率2.53（同3位）、220.2イニング（同1位）、WHIP0.91（同1位）、奪三振率12.2（同1位）の好成績で2年ぶりの最多勝・3年連続の最多奪三振の2冠となった。オフにはサイ・ヤング賞投票ではジェイコブ・デグロムに敗れ2位だった。
2019年も開幕投手を務めた。5月までは本調子が出ず、チームも低迷していたことから負けが込んだ。それでも4月26日には史上3番目の速さで通算2500奪三振に到達した。6月は圧巻の投球を見せ、6戦6勝、防御率1.00、68奪三振を記録。全てで7回以上投げ、2失点以下、9三振以上を奪った。6月12日のフィラデルフィア・フィリーズ戦では前日のバント練習で自打球が顔面に直撃し鼻を骨折しての登板ながら、7回無失点、10三振で6勝目を挙げた。同月の月間MVPに選ばれた。7年連続でオールスターゲームに選出されたが、故障を理由に出場辞退。背中の張りで自身2度目の故障者リスト入りして後半戦を迎え、一度登板するも再び故障者リストに戻って1カ月近く離脱した。8月後半に復帰して8月29日のボルチモア・オリオールズ戦で8年連続200奪三振に到達するも、9月は防御率5点台と調子を落としてレギュラーシーズンを終えた。最終成績は19試合の先発登板で11勝7敗、防御率2.92、243奪三振（リーグ3位）だった。
ポストシーズンではワイルドカードゲームで先発し、5回3失点でリードを許して降板したが、チームは逆転勝利を収めた。ディビジョンシリーズ第2戦では8回裏にリリーフとして登板して1回無失点に抑えた。第4戦には先発登板して7回1失点で勝利投手になった。リーグチャンピオンシップシリーズ第2戦は7回無失点の好投でチームのスイープに貢献。球団も自身も初めてのワールドシリーズでは、第1戦に先発登板して5回2失点で勝利投手になった。第5戦にも先発予定だったが、「腕をあげることができない」ほどの首痛で登板回避。それでも最終第7戦で先発登板して5回2失点の粘投。リードを許していたが、チームは逆転勝利を収め、球団史上初のワールドシリーズ優勝を果たした。オフにはサイヤング賞投票で3位に入った。また、同年から新設されたオールMLBチームのファーストチーム先発投手に選出された。

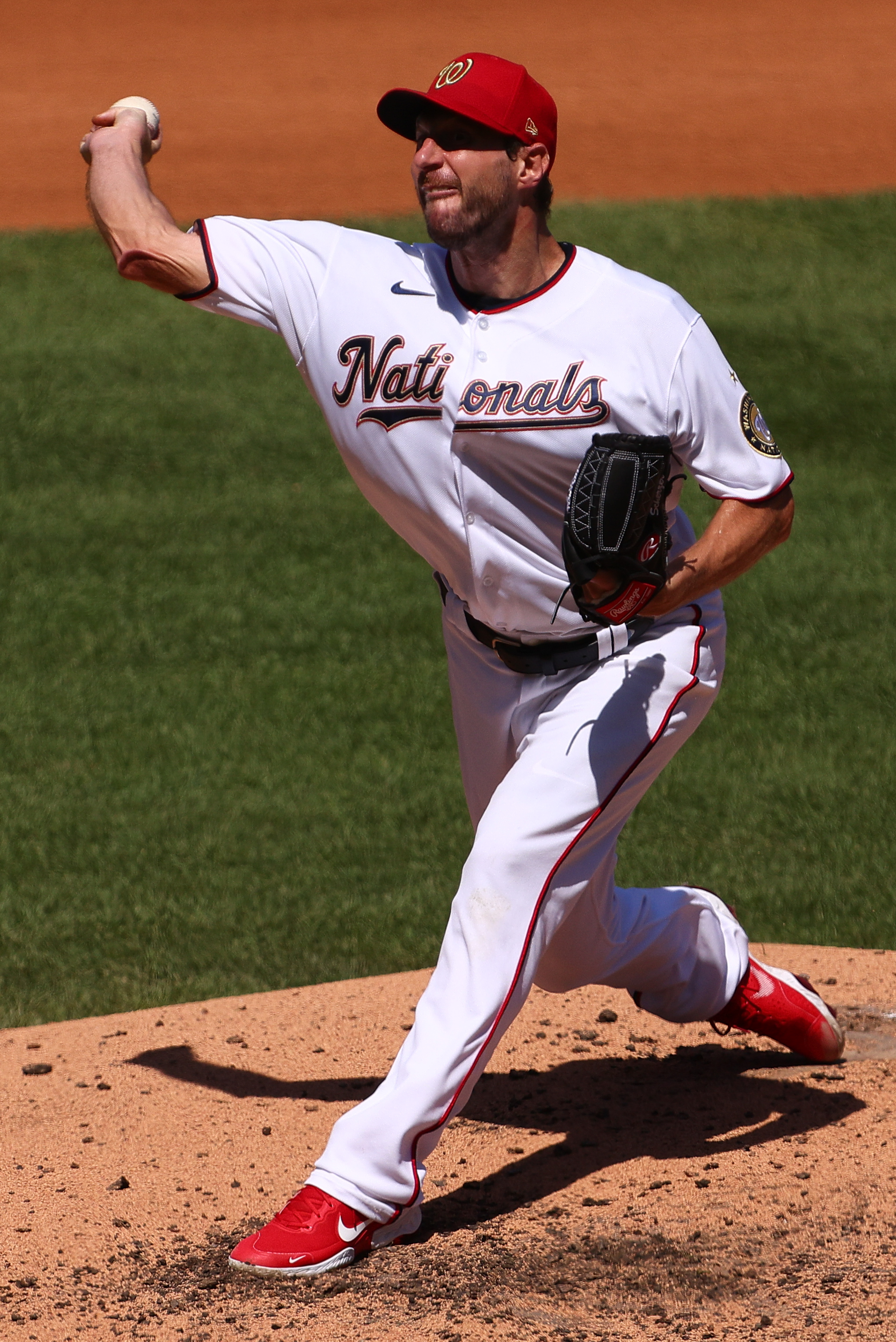
ワシントン・ナショナルズ時代
（2020年9月13日）

2020年は新型コロナウイルスの影響で60試合の短縮シーズンとなった。12試合の先発登板で5勝4敗、防御率3.74、92奪三振で、8年連続で記録していた200奪三振が途切れた。
2021年5月8日のヤンキース戦で通算100回目の1試合10奪三振を達成した。5月19日のシカゴ・カブス戦でジム・バニングを超え、歴代19位の通算2856奪三振を記録。6月22日のフィリーズ戦で3度の粘着物質の調査を受け、3度目は対戦相手のフィリーズの監督であるジョー・ジラルディからイニング中に抗議を受けて実施されたとあって憤りを露わにした。7月10日に辞退した選手の代替選手として通算8度目となるオールスターゲームに選出された。オールスターゲーム前日の7月12日に先発登板することが発表された。7月13日に開催されたオールスターゲームでは先発投手を務め、1回を投げて三者凡退に抑えて降板した。

### ドジャース時代
2021年7月29日にトレードでサンディエゴ・パドレスへ移籍すると報道されたが、後にキーバート・ルイーズ、ジョサイア・グレイ、ヘラルド・カリーヨ、ドノバン・ケイシーとのトレードで、トレイ・ターナーと共にロサンゼルス・ドジャースへ移籍すると訂正され、翌7月30日にドジャース移籍が正式発表された。
8月4日に本拠地で行われたヒューストン・アストロズ戦にて移籍後初登板。アストロズはサイン盗み問題でドジャースと深い因縁を持っており、球場全体が異様な雰囲気に包まれる中、7回2失点の好投で勝利投手となり、ドジャースファンから大歓声を浴びた。9月12日の本拠地でのパドレス戦の2回に自身3度目となる三者連続三球三振を達成し、サンディー・コーファックスに並びMLB最多タイ記録となった。5回にはエリック・ホズマーから三振を奪い、史上19人目の通算3000奪三振を達成した。その週のプレイヤー・オブ・ザ・ウィークに選出された。最終成績は30試合の先発登板で15勝4敗、防御率2.46（リーグ2位）、236奪三振（同2位）、WHIP0.86（同トップ）だった。球団史上最多勝利を挙げて進出したポストシーズンでは、ディビジョンシリーズで中2日のリリーフ登板をするなど奮闘したが、腕のしびれで第5戦を登板回避し、チームは敗れて終戦した。後に、球団からポストシーズンを見据えた球数制限を設けられ、それが原因で逆に疲労が溜まったことで、ディビジョンシリーズ第5戦で投げられなかったと明かした。
オフの11月3日にFAとなった。また、サイヤング投票3位のほか、2年ぶり2度目となるオールMLBチームのファーストチーム先発投手の1人に選出された。

### メッツ時代
2021年12月1日にニューヨーク・メッツと3年総額1億3000万ドルの契約を結んだ。1年あたりの年俸4333万ドルは、当時のMLB史上最高額であった。
2022年は4月8日のワシントン・ナショナルズ戦で初先発し、ナショナルズパークでアウェイ側として初勝利をあげた。5月13日のマリナーズ戦で、在ニューヨーク日本総領事が始球式を行おうとしたが、球団の不手際によりシャーザーがすでにマウンドで投球練習を開始していたため、始球式が行えなくなるという突発的な事件が発生した。9月19日のミルウォーキー・ブルワーズ戦に6回完全投球で勝利し、通算200勝に到達した。チームはワイルドカード1位で7年ぶりにポストシーズン出場を果たしたが、自身がワイルドカードゲーム第1戦で7失点負け投手になり、チームも敗退した。最終成績は23試合の先発登板で11勝5敗、防御率2.29、173奪三振だった。オフの12月5日にセカンドチームの先発投手の1人としては自身初、通算では2年連続3度目となるオールMLBチームに選出された。

### レンジャーズ時代
2023年は前半戦を防御率4.31で折り返すと、7月30日にルイスアンヘル・アクーニャとのトレードで、テキサス・レンジャーズへ移籍した。
移籍後は背中の故障の影響により、レギュラーシーズンは8試合登板に留まった。その後、アメリカン・リーグチャンピオンシップシリーズにて復帰登板を果たすも、ワールドシリーズ第3戦で打球直撃による降板もあり、ポストシーズン計3試合の先発登板で防御率6.52の成績に終わった。それでもチームはワールドシリーズを制覇した。また、同年オフに椎間板ヘルニアの手術を受けた。
2024年は術後であることに加えて右手親指の痛みや神経の炎症もあり、戦列復帰は6月23日まで遅れた。結果9試合の先発登板に留まり、2勝4敗、防御率3.95だった。オフの10月31日にFAとなった。

### ブルージェイズ時代
2025年2月4日にトロント・ブルージェイズと1550万ドルの1年契約を結んだ。3月29日のボルチモア・オリオールズ戦に登板後、右手親指の炎症を発症し3月30日に15日間の故障者リスト、5月5日には60日間の故障者リストに入った。

## 選手としての特徴

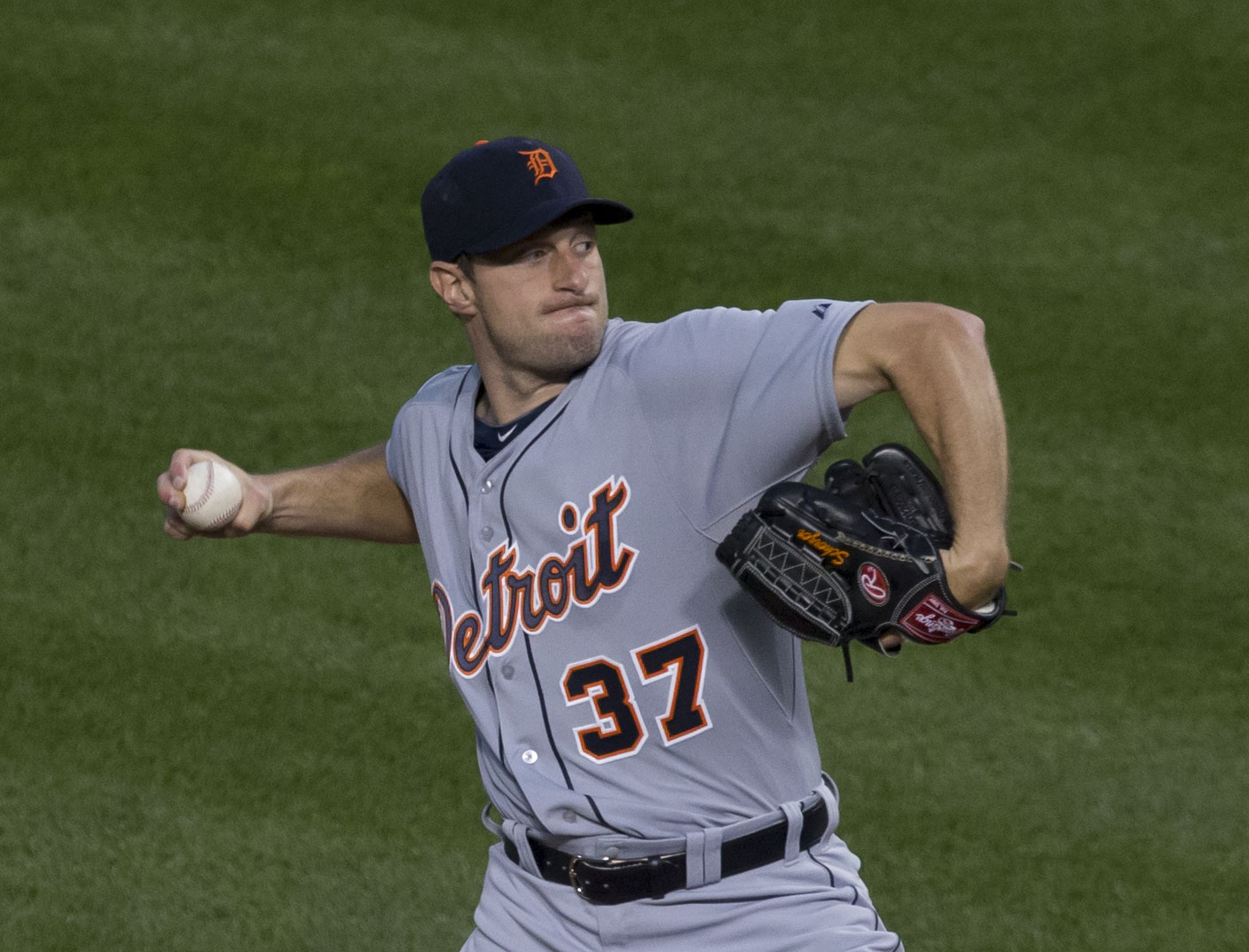
シャーザーの投球フォーム
（2014年10月2日）

サイドスローに近いスリークォーターから繰り出す、常時92-96mph（約148-154km/h）、最速99.4mph（約160km/h）のフォーシーム、スライダー（85-86mph）、チェンジアップ（84-85mph）が主要な持ち球で、時折カーブ（78-79mph）も投げる。2017年からはカットボールも投げるようになった。右打者には直球とスライダー、左打者には直球とチェンジアップ、カットボールを主体に組み立て、三振を多く奪うスタイルである（2022年時点で通算奪三振数は歴代13位）。特にスライダーへの評価は高く、MLB全球団の監督を対象にした2015年の部門別ベスト選手アンケートでは、ナショナルリーグのスライダー部門で1位に入っている。
選手間の評価も高く、シーズンMVPを3回獲っているマイク・トラウトからも最高の投手に挙げられている。
登板日は集中力を極限まで高めており、試合中にチームメイトや監督から労いのタッチなどで体を触られることを嫌っている。マウンドでの猛々しい姿から、"マッド・マックス（Mad Max）"というニックネームがある。このスタイルについて、本人は高校時代のバスケットボールコーチの影響だと説明している。

## 人物
右目が青色、左目が褐色という虹彩異色症。

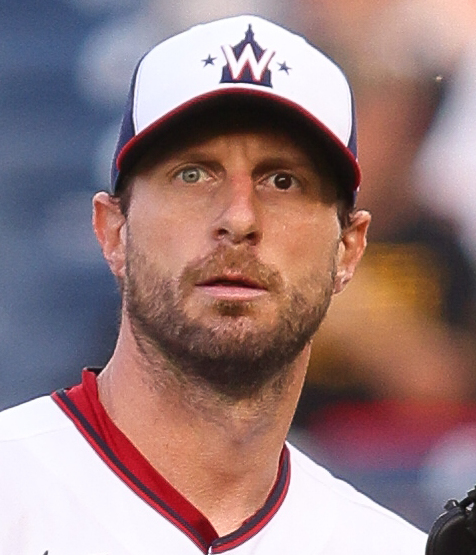
オッドアイが特徴のシャーザー（2021年）

名前の由来は両親が学生時代に交際している時、2人でマックスという猫をかわいがっていたことから。しかし、ある日その猫が突然いなくなって残念でたまらなかったため、将来結婚したら最初の男の子に「マックス」と名付けることに決めたという。
大学で出会った相手と2013年11月に結婚した。2人の子供が誕生している。

## 詳細情報

### 年度別投手成績
| 年 度     | 球 団     | 登 板 | 先 発 | 完 投 | 完 封 | 無 四 球 | 勝 利 | 敗 戦 | セ 丨 ブ | ホ 丨 ル ド | 勝 率 | 打 者 | 投 球 回 | 被 安 打 | 被 本 塁 打 | 与 四 球 | 敬 遠 | 与 死 球 | 奪 三 振 | 暴 投 | ボ 丨 ク | 失 点 | 自 責 点 | 防 御 率 | W H I P |
| --------- | --------- | ----- | ----- | ----- | ----- | -------- | ----- | ----- | -------- | ----------- | ----- | ----- | -------- | -------- | ----------- | -------- | ----- | -------- | -------- | ----- | -------- | ----- | -------- | -------- | ------- |
| 2008      | ARI       | 16    | 7     | 0     | 0     | 0        | 0     | 4     | 0        | 0           | .000  | 237   | 56.0     | 48       | 5           | 21       | 1     | 5        | 66       | 2     | 0        | 24    | 19       | 3.05     | 1.23    |
| 2009      | ARI       | 30    | 30    | 0     | 0     | 0        | 9     | 11    | 0        | 0           | .450  | 741   | 170.1    | 166      | 20          | 63       | 1     | 10       | 174      | 5     | 1        | 94    | 78       | 4.12     | 1.34    |
| 2010      | DET       | 31    | 31    | 0     | 0     | 0        | 12    | 11    | 0        | 0           | .522  | 800   | 195.2    | 174      | 20          | 70       | 1     | 7        | 184      | 8     | 0        | 84    | 76       | 3.50     | 1.25    |
| 2011      | DET       | 33    | 33    | 0     | 0     | 0        | 15    | 9     | 0        | 0           | .625  | 833   | 195.0    | 207      | 29          | 56       | 1     | 7        | 174      | 12    | 0        | 101   | 96       | 4.43     | 1.35    |
| 2012      | DET       | 32    | 32    | 0     | 0     | 0        | 16    | 7     | 0        | 0           | .696  | 787   | 187.2    | 179      | 23          | 60       | 2     | 5        | 231      | 2     | 1        | 82    | 78       | 3.74     | 1.27    |
| 2013      | DET       | 32    | 32    | 0     | 0     | 0        | 21    | 3     | 0        | 0           | .875  | 836   | 214.1    | 152      | 18          | 56       | 0     | 4        | 240      | 6     | 1        | 73    | 69       | 2.90     | 0.97    |
| 2014      | DET       | 33    | 33    | 1     | 1     | 0        | 18    | 5     | 0        | 0           | .783  | 904   | 220.1    | 196      | 18          | 63       | 1     | 6        | 252      | 10    | 1        | 80    | 77       | 3.15     | 1.18    |
| 2015      | WSH       | 33    | 33    | 4     | 3     | 2        | 14    | 12    | 0        | 0           | .538  | 899   | 228.2    | 176      | 27          | 34       | 2     | 5        | 276      | 10    | 1        | 74    | 71       | 2.79     | 0.92    |
| 2016      | WSH       | 34    | 34    | 1     | 0     | 1        | 20    | 7     | 0        | 0           | .741  | 902   | 228.1    | 165      | 31          | 56       | 2     | 6        | 284      | 2     | 1        | 77    | 75       | 2.96     | 0.97    |
| 2017      | WSH       | 31    | 31    | 2     | 0     | 1        | 16    | 6     | 0        | 0           | .727  | 780   | 200.2    | 126      | 22          | 55       | 2     | 11       | 268      | 4     | 0        | 62    | 56       | 2.51     | 0.90    |
| 2018      | WSH       | 33    | 33    | 2     | 1     | 1        | 18    | 7     | 0        | 0           | .720  | 866   | 220.2    | 150      | 23          | 51       | 4     | 12       | 300      | 4     | 1        | 66    | 62       | 2.53     | 0.91    |
| 2019      | WSH       | 27    | 27    | 0     | 0     | 0        | 11    | 7     | 0        | 0           | .611  | 693   | 172.1    | 144      | 18          | 33       | 2     | 7        | 243      | 0     | 0        | 59    | 56       | 2.92     | 1.03    |
| 2020      | WSH       | 12    | 12    | 1     | 0     | 0        | 5     | 4     | 0        | 0           | .556  | 295   | 67.1     | 70       | 10          | 23       | 1     | 1        | 92       | 6     | 0        | 30    | 28       | 3.74     | 1.38    |
| 2021      | WSH       | 19    | 19    | 1     | 0     | 0        | 8     | 4     | 0        | 0           | .667  | 428   | 111.0    | 71       | 18          | 28       | 0     | 8        | 147      | 0     | 0        | 36    | 34       | 2.76     | 0.89    |
| 2021      | LAD       | 11    | 11    | 0     | 0     | 0        | 7     | 0     | 0        | 0           | 1.000 | 265   | 68.1     | 48       | 5           | 8        | 0     | 2        | 89       | 2     | 0        | 17    | 15       | 1.98     | 0.82    |
| '21計     | LAD       | 30    | 30    | 1     | 0     | 0        | 15    | 4     | 0        | 0           | .789  | 693   | 179.1    | 119      | 23          | 36       | 0     | 10       | 236      | 2     | 0        | 53    | 49       | 2.46     | 0.86    |
| 2022      | NYM       | 23    | 23    | 0     | 0     | 0        | 11    | 5     | 0        | 0           | .688  | 565   | 145.1    | 108      | 13          | 24       | 0     | 11       | 173      | 1     | 0        | 39    | 37       | 2.29     | 0.91    |
| 2023      | NYM       | 19    | 19    | 0     | 0     | 0        | 9     | 4     | 0        | 0           | .692  | 444   | 107.2    | 98       | 23          | 30       | 0     | 3        | 121      | 1     | 0        | 49    | 48       | 4.01     | 1.19    |
| 2023      | TEX       | 8     | 8     | 0     | 0     | 0        | 4     | 2     | 0        | 0           | .667  | 177   | 45.0     | 28       | 5           | 15       | 0     | 1        | 53       | 1     | 0        | 16    | 16       | 3.20     | 0.96    |
| '23計     | TEX       | 27    | 27    | 0     | 0     | 0        | 13    | 6     | 0        | 0           | .684  | 621   | 152.2    | 126      | 28          | 45       | 0     | 4        | 174      | 2     | 0        | 65    | 64       | 3.77     | 1.12    |
| 2024      | TEX       | 9     | 9     | 0     | 0     | 0        | 2     | 4     | 0        | 0           | .333  | 177   | 43.1     | 40       | 7           | 10       | 0     | 1        | 40       | 2     | 0        | 20    | 19       | 3.95     | 1.15    |
| MLB：17年 | MLB：17年 | 466   | 457   | 12    | 5     | 5        | 216   | 112   | 0        | 0           | .659  | 11629 | 2878.0   | 2346     | 335         | 756      | 20    | 112      | 3407     | 78    | 7        | 1083  | 1010     | 3.16     | 1.08    |

- 2024年度シーズン終了時
- 各年度の太字はリーグ最高

### ポストシーズン投手成績
| 年 度      | 球 団      | シ リ ｜ ズ | 登 板 | 先 発 | 勝 利 | 敗 戦 | セ ｜ ブ | 打 者 | 投 球 回 | 被 安 打 | 被 本 塁 打 | 与 四 球 | 敬 遠 | 与 死 球 | 奪 三 振 | 暴 投 | ボ ｜ ク | 失 点 | 自 責 点 | 防 御 率 |
| ---------- | ---------- | ----------- | ----- | ----- | ----- | ----- | -------- | ----- | -------- | -------- | ----------- | -------- | ----- | -------- | -------- | ----- | -------- | ----- | -------- | -------- |
| 2011       | DET        | ALDS        | 2     | 1     | 1     | 0     | 0        | 31    | 7.1      | 4        | 0           | 4        | 0     | 1        | 7        | 0     | 0        | 1     | 1        | 1.23     |
| 2011       | DET        | ALCS        | 2     | 2     | 0     | 1     | 0        | 41    | 8.1      | 11       | 1           | 5        | 0     | 0        | 7        | 0     | 0        | 9     | 9        | 9.72     |
| 2012       | DET        | ALDS        | 1     | 1     | 0     | 0     | 0        | 20    | 5.1      | 3        | 0           | 1        | 0     | 0        | 8        | 1     | 0        | 1     | 0        | 0.00     |
| 2012       | DET        | ALCS        | 1     | 1     | 1     | 0     | 0        | 22    | 5.2      | 2        | 0           | 2        | 0     | 0        | 10       | 0     | 0        | 1     | 1        | 1.59     |
| 2012       | DET        | WS          | 1     | 1     | 0     | 0     | 0        | 26    | 6.1      | 7        | 1           | 1        | 0     | 0        | 8        | 0     | 0        | 3     | 3        | 4.26     |
| 2013       | DET        | ALDS        | 2     | 1     | 2     | 0     | 0        | 37    | 9.0      | 6        | 1           | 4        | 1     | 0        | 13       | 1     | 0        | 3     | 3        | 3.00     |
| 2013       | DET        | ALCS        | 2     | 2     | 0     | 1     | 0        | 52    | 13.1     | 6        | 0           | 7        | 0     | 2        | 21       | 1     | 0        | 4     | 4        | 2.70     |
| 2014       | DET        | ALDS        | 1     | 1     | 0     | 1     | 0        | 29    | 7.1      | 7        | 2           | 1        | 0     | 1        | 6        | 0     | 0        | 5     | 5        | 6.14     |
| 2016       | WSH        | NLDS        | 2     | 2     | 0     | 1     | 0        | 47    | 12.0     | 10       | 3           | 2        | 0     | 1        | 12       | 1     | 0        | 5     | 5        | 3.75     |
| 2017       | WSH        | NLDS        | 2     | 1     | 0     | 1     | 0        | 33    | 7.1      | 4        | 0           | 4        | 1     | 2        | 8        | 0     | 0        | 5     | 3        | 3.68     |
| 2019       | WSH        | NLWC        | 1     | 1     | 0     | 0     | 0        | 22    | 5.0      | 4        | 2           | 3        | 0     | 0        | 6        | 0     | 0        | 3     | 3        | 5.40     |
| 2019       | WSH        | NLDS        | 2     | 1     | 1     | 0     | 0        | 31    | 8.0      | 4        | 1           | 3        | 1     | 0        | 10       | 0     | 0        | 1     | 1        | 1.13     |
| 2019       | WSH        | NLCS        | 1     | 1     | 1     | 0     | 0        | 23    | 7.0      | 1        | 0           | 2        | 0     | 0        | 11       | 0     | 0        | 0     | 0        | 0.00     |
| 2019       | WSH        | WS          | 2     | 2     | 1     | 0     | 0        | 49    | 10.0     | 12       | 1           | 7        | 0     | 0        | 10       | 1     | 0        | 4     | 4        | 3.60     |
| 2021       | LAD        | NLWC        | 1     | 1     | 0     | 0     | 0        | 21    | 4.1      | 3        | 0           | 3        | 0     | 1        | 4        | 1     | 0        | 1     | 1        | 2.08     |
| 2021       | LAD        | NLDS        | 2     | 1     | 0     | 1     | 1        | 29    | 8.0      | 3        | 1           | 1        | 0     | 0        | 12       | 0     | 0        | 1     | 1        | 1.13     |
| 2021       | LAD        | NLCS        | 1     | 1     | 0     | 0     | 0        | 31    | 4.1      | 4        | 1           | 1        | 0     | 0        | 7        | 0     | 0        | 2     | 2        | 4.15     |
| 2022       | NYM        | NLWC        | 1     | 1     | 0     | 1     | 0        | 21    | 4.2      | 7        | 4           | 0        | 0     | 0        | 4        | 0     | 0        | 7     | 7        | 13.50    |
| 2023       | TEX        | ALCS        | 2     | 2     | 0     | 1     | 0        | 31    | 6.2      | 9        | 2           | 3        | 1     | 1        | 6        | 1     | 0        | 7     | 7        | 9.45     |
| 2023       | TEX        | WS          | 1     | 1     | 0     | 0     | 0        | 11    | 3.0      | 2        | 0           | 2        | 0     | 0        | 1        | 1     | 0        | 0     | 0        | 0.00     |
| 出場：10回 | 出場：10回 | 出場：10回  | 30    | 25    | 7     | 8     | 1        | 594   | 143.0    | 109      | 20          | 56       | 4     | 9        | 171      | 8     | 0        | 63    | 60       | 3.78     |

- 2024年度シーズン終了時

### 年度別守備成績
| 年 度 | 球 団 | 投手（P） | 投手（P） | 投手（P） | 投手（P） | 投手（P） | 投手（P） |
| 年 度 | 球 団 | 試 合     | 刺 殺     | 補 殺     | 失 策     | 併 殺     | 守 備 率  |
| ----- | ----- | --------- | --------- | --------- | --------- | --------- | --------- |
| 2008  | ARI   | 16        | 4         | 5         | 1         | 2         | .900      |
| 2009  | ARI   | 30        | 15        | 18        | 2         | 3         | .943      |
| 2010  | DET   | 31        | 14        | 14        | 2         | 0         | .933      |
| 2011  | DET   | 33        | 11        | 12        | 0         | 2         | 1.000     |
| 2012  | DET   | 32        | 8         | 13        | 1         | 0         | .955      |
| 2013  | DET   | 32        | 17        | 21        | 3         | 0         | .927      |
| 2014  | DET   | 33        | 9         | 17        | 1         | 2         | .963      |
| 2015  | WSH   | 33        | 7         | 22        | 0         | 0         | 1.000     |
| 2016  | WSH   | 34        | 12        | 19        | 1         | 1         | .969      |
| 2017  | WSH   | 31        | 9         | 9         | 1         | 1         | .947      |
| 2018  | WSH   | 33        | 8         | 8         | 1         | 0         | .941      |
| 2019  | WSH   | 27        | 10        | 13        | 1         | 1         | .958      |
| 2020  | WSH   | 12        | 3         | 5         | 2         | 1         | .800      |
| 2021  | WSH   | 19        | 6         | 4         | 0         | 0         | 1.000     |
| 2021  | LAD   | 11        | 2         | 6         | 0         | 0         | 1.000     |
| '21計 | LAD   | 30        | 8         | 10        | 0         | 0         | 1.000     |
| 2022  | NYM   | 23        | 6         | 12        | 0         | 1         | 1.000     |
| 2023  | NYM   | 19        | 9         | 6         | 1         | 1         | .938      |
| 2023  | TEX   | 8         | 6         | 2         | 0         | 0         | 1.000     |
| '23計 | TEX   | 27        | 15        | 8         | 1         | 1         | .958      |
| 2024  | TEX   | 9         | 4         | 5         | 1         | 0         | .900      |
| MLB   | MLB   | 466       | 160       | 211       | 18        | 15        | .954      |

- 2024年度シーズン終了時
- 各年度の太字はリーグ最高

### タイトル
- 最多勝利：4回（2013年、2014年、2016年、2018年）
- 最多奪三振：3回（2016年 - 2018年）

### 表彰
- サイ・ヤング賞：3回（2013年、2016年、2017年）
- プレイヤーズ・チョイス・アワーズ
  - 優秀投手：3回（2013年、2017年、2021年）
- ピッチャー・オブ・ザ・マンス：6回（2015年5月・6月、2017年6月、2018年4月・5月、2019年6月）
- プレイヤー・オブ・ザ・ウィーク：6回（2013年6月17日 - 23日、2015年6月15日 - 21日、9月28日 - 10月4日、2018年4月9日 - 15日、2019年6月24日 - 30日、2021年9月6日 - 12日）
- オールMLBチーム
  - ファーストチーム（先発投手）：2回（2019年、2021年）
  - セカンドチーム（先発投手）：1回（2022年）

### 記録
- MLBオールスターゲーム選出：8回（2013年 - 2019年、2021年）
- ノーヒットノーラン：2回
  - 2015年6月20日、対ピッツバーグ・パイレーツ戦
  - 2015年10月3日、対ニューヨーク・メッツ戦
- 8年連続200奪三振：2012年 - 2019年 ※トム・シーバーに次いで歴代2位[74]
- 5年連続250奪三振：2014年 - 2018年 ※ランディ・ジョンソンに次いで歴代2位
- 1試合20奪三振：2016年5月11日、対デトロイト・タイガース戦（ナショナルズ・パーク）※1位タイ
- 全球団勝利：同上 ※史上最年少で達成、完投勝利での達成は史上初
- 三者連続三球三振：3回（2017年5月14日、2018年6月5日、2021年9月12日[23][75]）※サンディー・コーファックス、クリス・セールと並び1位タイ
- 通算3000奪三振：2021年9月12日、対サンディエゴ・パドレス戦（ドジャー・スタジアム）、5回一死にエリック・ホズマーから空振三振で達成[23]
- 通算奪三振率10.69：2000投球回以上では歴代1位、1000投球回以上では歴代4位（2023年現在）[76]

### 背番号
- 39（2008年 - 2009年）
- 37（2010年 - 2014年）
- 31（2015年 - 2021年、2023年途中 - ）
- 21（2022年 - 2023年途中）

### 代表歴
- 2005 大学野球アメリカ合衆国代表